# Ugo Humbert
Ugo Humbert (* 26. Juni 1998 in Metz) ist ein französischer Tennisspieler.

## Karriere

### Bis 2016: Karriere als Junior
Humbert spielte bereits auf der ITF Junior Tour erfolgreich Tennis. Erstmals im Hauptfeld eines Juniorenturniers stand er im April 2013, wo er direkt bis ins Viertelfinale kam. Das erste Finale erreichte er im Oktober, erstmals ein Turnier gewinnen konnte er im Dezember desselben Jahres. 2014 kam er bei zwei Turnieren ins Finale, von denen er eines gewinnen konnte. Im Juli 2015 gewann er zwei weitere Turniere, das erste davon im Finale gegen Félix Auger-Aliassime. 2015 nahm Humbert an den Juniorenturnieren der French Open und US Open teil. In Paris verlor er in der zweiten Runde gegen Stefanos Tsitsipas, in New York in der ersten Runde gegen Taylor Fritz. Zum Abschluss seiner Juniorenkarriere spielte er Anfang 2016 auch bei den Australian Open, wo er in der zweiten Runde dem späteren Turniersieger Oliver Anderson unterlag. Im Einzel hatte er bis zum Ende seiner Junior-Karriere eine Bilanz von 65:34 und erreichte zum Schluss mit Rang 18 seine beste Platzierung in der Junioren-Weltrangliste. Insgesamt gelangen ihm vier Turniersiege im Einzel, dazu drei im Doppel.

### 2015–2017: Anfänge als Tennisprofi
Bereits 2015 spielte Humbert parallel zu seiner Junioren-Karriere erstmals einige Turniere bei den Profis auf der drittklassigen ITF Future Tour. Im Oktober erreichte er im Einzel sein erstes Finale, das er gegen Jan Choinski verlor. Somit war er Ende des Jahres mit Platz 1015 erstmals in der Herren-Weltrangliste platziert. 2016 spielte Humbert dann regelmäßig auf der Future-Tour, konnte aber nur ein Halbfinale sowie zwei Viertelfinals erreichen und damit keine Fortschritte in der Rangliste machen.
Das Jahr 2017 lief für den Franzosen erfolgreicher. Er erreichte zwei Finals bei Futures und gewann im September seinen ersten Titel. Außerdem erreichte er Ende Oktober bei seiner Premiere auf der ATP Challenger Tour in Brest direkt das Viertelfinale, wo er Marius Copil unterlag. Im Achtelfinale hatte er zuvor den an Platz 123 notierten Italiener Matteo Berrettini in zwei Sätzen besiegt. Für das Masters in Paris eine Woche später erhielt Humbert eine Wildcard für die Qualifikation und konnte dort in der 1. Runde mit Thomas Fabbiano (Platz 73) sogar einen Spieler der Top 100 schlagen. Die Qualifikation fürs Hauptfeld schaffte er zwar nicht, stand Ende des Jahres aber auf Platz 374 der Weltrangliste.

### 2018–2019: Sechs Challenger-Titel und Einzug in die Top 100
2018 steigerte sich Humbert erneut. Bis Mitte Juli des Jahres gewann er drei Futures und hatte sich um über 100 Plätze im Ranking verbessert. Zudem bekam er bei den French Open mit seinem Landsmann Antoine Hoang eine Wildcard für den Doppelwettbewerb, womit er zum ersten Mal im Hauptfeld eines Grand-Slam-Turniers stand. In Gatineau begann sein Durchbruch auf Challenger-Ebene und eine Serie sehr guter Ergebnisse. Er spielte sich dort bis ins Finale, wo er Bradley Klahn in zwei Sätzen unterlag. In den Folgewochen erreichte er auch in Granby das Finale (Niederlage gegen Peter Polansky) und gewann schließlich in Segovia – seinem dritten Finale in Folge – gegen Adrián Menéndez seinen ersten Titel. Bei der Qualifikation für die US Open gewann Humbert alle drei Spiele und stand im Einzel damit erstmals im Hauptfeld eines Grand-Slam-Turniers. Nach einem Sieg gegen Collin Altamirano in drei Sätzen bot er in der zweiten Runde auch Stan Wawrinka gut Paroli, unterlag ihm jedoch letztlich in vier Sätzen. Eine Woche später erreichte Humbert beim Challenger-Turnier in Cassis abermals das Finale, verlor dies aber gegen Enzo Couacaud. In seiner Heimatstadt Metz stand er kurz darauf dank einer Wildcard erstmals im Hauptfeld eines ATP-Turniers und konnte nach verlorenem ersten Satz noch gegen Bernard Tomic gewinnen. In der zweiten Runde schied er nach gewonnenem ersten Satz jedoch noch gegen Nikolos Bassilaschwili aus. Sein zweiter Titelgewinn auf der Challenger Tour gelang ihm in St. Ulrich in Gröden, wo er vom Achtelfinale bis zum Finale vier Franzosen nacheinander besiegte. Mit dem 99. Rang, den er nach dem Turnier belegte, zog er auch erstmals in die Top 100 der Weltrangliste ein. Beim Masters in Paris Ende Oktober stand er dank einer Wildcard erstmals im Hauptfeld eines Masters-Turniers, verlor aber in zwei Sätzen gegen Adrian Mannarino. Beim letzten Challenger der Saison in Andria gewann Humbert schließlich seinen dritten Titel und schloss das Jahr auf Rang 84 ab.
Im Folgejahr war Humbert neben der Challenger-Tour erstmals auch regelmäßig auf der ATP-Tour am Start. Insgesamt konnte er erneut drei Challenger-Titel gewinnen, er war bei den Turnieren von Cherbourg, Istanbul und Brest erfolgreich. Außerdem kam er bei drei ATP-250-Turnieren (Marseille, Newport, Antwerpen) bis ins Halbfinale. Der wohl größte Erfolg dieser Saison war das Erreichen des Achtelfinals in Wimbledon, wo er nach Siegen über Gaël Monfils und Félix Auger-Aliassime gegen den topgesetzten Novak Đoković antrat, sich aber glatt in drei Sätzen geschlagen geben musste. Eine Woche später erreichte er mit Platz 46 in der Weltrangliste seine bisherige Höchstplatzierung. Insgesamt gelangen Humbert im Jahr 2019 fünf Siege über Top-30-Spieler. Bei den zum Jahresende ausgetragenen Next Gen Finals schied er nach der Vorrunde aus, war aber im letzten Gruppenspiel der einzige Spieler, der gegen den späteren Sieger Jannik Sinner gewinnen konnte.

### 2020: Erste zwei Titel auf der ATP-Tour, Erreichen der Top 30
Zu Beginn des Jahres gewann Humbert seinen ersten Titel auf ATP-Ebene beim ATP-250-Turnier von Auckland. Auf Platz 57 der Weltrangliste liegend, schlug er vier Spieler, die besser platziert waren als er, darunter mit Denis Shapovalov (Viertelfinale) und John Isner (Halbfinale) zwei Top-20-Spieler in zwei Sätzen. Das Finale gewann Humbert gegen seinen Landsmann Benoît Paire mit 7:6 (7:2), 3:6, 7:6 (7:5). Bei den Australian Open musste er sich in der ersten Runde John Millman in vier Sätzen geschlagen geben. In Delray Beach erreichte Humbert einen Monat nach seinem Turniersieg das Halbfinale des dortigen Turniers.
Nach der Coronapause konnte Humbert sich Schritt für Schritt steigern. Dem Erstrundenaus beim Cincinnati Masters gegen Grigor Dimitrow und dem Zweitrundenaus bei den US Open gegen Matteo Berrettini folgte der Achtelfinaleinzug beim Masters-Turnier von Rom, das in diesem Jahr erst im August ausgetragen wurde. Dort unterlag er Shapovalov in drei Sätzen, gegen den er am Jahresanfang in Auckland gewonnen hatte. Beim Turnier von Hamburg Ende September konnte Humbert in der ersten Runde den topgesetzten Daniil Medwedew 6:4, 6:3 besiegen, was der erste Erfolg seiner Karriere über einen Top-10-Spieler war. Humbert kam bis ins Viertelfinale, wo er in drei Sätzen Casper Ruud unterlag, den er ebenfalls beim Turnier von Auckland schon besiegt hatte. Nach dem Turnier von Hamburg konnte er sich erstmals in den Top 40 der Weltrangliste platzieren. Dem eher überraschenden Erstrundenaus gegen den nicht in den Top 100 platzierten Marc Polmans bei den French Open folgte in der zweiten Runde des ATP-500-Turniers von St. Petersburg eine knappe Niederlage in drei Sätzen gegen den späteren Turniersieger Andrei Rubljow. Eine Woche darauf gewann Humbert selbst das ATP-250-Turnier von Antwerpen und damit seinen zweiten Titel der Saison. Im Achtelfinale bezwang er Pablo Carreño Busta nach verlorenem ersten Satz noch in drei Sätzen. Im Halbfinale lag er gegen Daniel Evans im Tiebreak des zweiten Satzes schon mit 3:6 zurück und musste insgesamt vier Matchbälle abwehren, gewann aber trotzdem noch mit 9:7 und konnte auch den dritten Satz mit 6:4 für sich entscheiden. Das Finale gewann er gegen Alex de Minaur im Tiebreak des zweiten Satzes. Durch seinen Sieg in Antwerpen verbesserte sich der Franzose auf Platz 32 der Weltrangliste. Auch das Paris Masters lief erfolgreich für Humbert, wo er erstmals bei einem Masters-Turnier bis ins Viertelfinale kam. In der ersten Runde kam es mit Casper Ruud zum dritten Duell der Saison, das Humbert mit 7:1 im Tiebreak des dritten Satzes gewinnen konnte. Das Zweitrundenmatch gegen den auf Position 2 gesetzten Stefanos Tsitsipas dauerte 3:19 Stunden und ging über drei Tiebreaks. Im Tiebreak des zweiten Satzes hatte Humbert beim Stand von 6:3 bereits Matchbälle, Tsitsipas gewann durch fünf Punkte in Folge aber noch mit 8:6. Den entscheidenden Tiebreak des dritten Satzes gewann Humbert mit 7:3 und schlug damit zum zweiten Mal in seiner Karriere einen Top-10-Spieler. Auch das Achtelfinale gegen Marin Čilić sowie das Viertelfinale gegen Milos Raonic gingen über drei Sätze. Im Tiebreak des dritten Satzes gegen Raonic lag Humbert 6:4 in Führung, konnte seine Matchbälle aber nicht nutzen und musste sich Raonic letztendlich mit 7:9 geschlagen geben. Durch diese erfolgreichen Turniere erreichte er erstmals die Top 30 der Weltrangliste.

### 2021: Turniersieg in Halle, Erreichen der Top 25
Das Jahr 2021 begann für Humbert ebenfalls mit mehreren Partien, die einen recht kuriosen Matchverlauf hatten. In der zweiten Runde der Australian Open schlug er gegen Nick Kyrgios im vierten Satz zum Matchgewinn auf, konnte aber zwei Matchbälle nicht nutzen und verlor die Partie dann noch in fünf Sätzen. In Montpellier wehrte er in der zweiten Runde im zweiten Satz zunächst drei Matchbälle seines Gegners Tallon Griekspoor ab und gewann danach in zwei Tiebreaks noch die Partie. Im Viertelfinale unterlag er dann Roberto Bautista Agut glatt in zwei Sätzen. In Rotterdam schlug Humbert in der ersten Runde gegen Jérémy Chardy im zweiten und dritten Satz zweimal beim Stande von 5:4 zum Matchgewinn auf, verlor aber beide Aufschlagspiele sowie die beiden Sätze letztendlich im Tiebreak und vergab im dritten Satz auch zwei Matchbälle. In Marseille konnte er im Viertelfinale gegen den Qualifikanten Arthur Rinderknech seinen sechsten Satzball zum Gewinn des zweiten Satzes verwandeln, musste im dritten Satz – nach verlorenem Aufschlagspiel zum 5:6 – aber zunächst auch einen Matchball seines Gegners abwehren, ehe er nach gut zweieinhalb Stunden die Partie im Tiebreak gewann. Im Halbfinale unterlag er dann Pierre-Hugues Herbert in etwas mehr als einer Stunde deutlich in zwei Sätzen. Insgesamt konnte Humbert damit in der Weltrangliste seine Position knapp außerhalb der Top 30 konstant halten, sich aber nicht weiter nach vorne arbeiten.
Die Sandplatzsaison verlief für Humbert ernüchternd: Von sieben gespielten Matches konnte er nur eines gewinnen und schied auch bei den French Open wie im Vorjahr in der ersten Runde aus. Erfolgreicher war er auf Rasen: Zunächst erreichte er in Stuttgart das Viertelfinale und gewann eine Woche später das ATP-Turnier in Halle  – als erster Franzose seit Henri Leconte 1993. Gegen Sam Querrey kämpfte er sich dort in der ersten Runde nach verlorenem ersten Satz mit zwei gewonnenen Tiebreaks zurück. In den weiteren Runden musste er gegen Alexander Zverev, Sebastian Korda und Félix Auger-Aliassime nach gewonnenem ersten Satz ebenfalls über drei Sätze gehen und somit alle seine vier Matches bis zum Finale über drei Sätze spielen. Im Finale konnte er dann den Russen Andrei Rubljow glatt in zwei Sätzen besiegen. Mit Platz 25 erreichte Humbert danach in der Weltrangliste eine neue Höchstplatzierung. In Wimbledon kam es wie bereits bei den Australian Open zum Duell mit Nick Kyrgios – diesmal bereits in der ersten Runde. Humbert lag erneut mit 2:1 Sätzen in Führung, verlor nach schwachem vierten Satz das – beim Stand von 3:3 im fünften Satz unterbrochene und erst am nächsten Tag fortgesetzte – Match aber letztlich mit 7:9 im fünften Satz.
Ende Juli traf Humbert bei den Olympischen Spielen in Tokio im Achtelfinale auf Stefanos Tsitsipas, den er – trotz verlorenem ersten Satz – wie im Vorjahr erneut besiegen konnte. Im Viertelfinale schied er dann gegen den Silbermedaillengewinner Karen Chatschanow aus. Zwei Wochen später kam es in der zweiten Runde des Masters von Toronto erneut zum Duell mit Tsitsipas. Wie in Tokio verlor Humbert den ersten Satz und gewann den zweiten im Tiebreak – diesmal mit 15:13 und fünf abgewehrten Matchbällen. Im dritten Satz musste er sich dem Griechen aber dann erstmals geschlagen geben. Der Rest der Saison verlief für Humbert erfolglos. Bei den US Open unterlag er als gesetzter Spieler in der ersten Runde dem Qualifikanten Peter Gojowczyk in fünf Sätzen und konnte auch ansonsten kein Match mehr gewinnen. Verletzungsbedingt beendete er die Saison Ende Oktober vorzeitig.

## Erfolge
| Legende (Anzahl der Siege) |
| Grand Slam                 |
| ATP Tour Finals            |
| ATP Tour Masters 1000      |
| ATP Tour 500 (2)           |
| ATP Tour 250 (5)           |
| ATP Challenger Tour (9)    |

| Titel nach Belag |
| Hartplatz (6)    |
| Sand (0)         |
| Rasen (1)        |

### Einzel

#### Turniersiege

##### ATP Tour
| Nr. | Datum             | Turnier       | Belag         | Finalgegner             | Ergebnis        |
| --- | ----------------- | ------------- | ------------- | ----------------------- | --------------- |
| 1.  | 18. Januar 2020   | Auckland      | Hartplatz     | Benoît Paire            | 7:62, 3:6, 7:65 |
| 2.  | 25. Oktober 2020  | Antwerpen     | Hartplatz (i) | Alex de Minaur          | 6:1, 7:64       |
| 3.  | 20. Juni 2021     | Halle         | Rasen         | Andrei Rubljow          | 6:3, 7:64       |
| 4.  | 11. November 2023 | Metz          | Hartplatz (i) | Alexander Schewtschenko | 6:3, 6:3        |
| 5.  | 11. Februar 2024  | Marseille (1) | Hartplatz (i) | Grigor Dimitrow         | 6:4, 6:3        |
| 6.  | 2. März 2024      | Dubai         | Hartplatz     | Alexander Bublik        | 6:4, 6:3        |
| 7.  | 16. Februar 2025  | Marseille (2) | Hartplatz (i) | Hamad Međedović         | 7:64, 6:4       |

##### ATP Challenger Tour
| Nr. | Datum              | Turnier              | Belag         | Finalgegner             | Ergebnis       |
| --- | ------------------ | -------------------- | ------------- | ----------------------- | -------------- |
| 1.  | 4. August 2018     | Segovia              | Hartplatz     | Adrián Menéndez         | 6:3, 6:4       |
| 2.  | 14. Oktober 2018   | St. Ulrich in Gröden | Hartplatz (i) | Pierre-Hugues Herbert   | 6:4, 6:2       |
| 3.  | 25. November 2018  | Andria               | Teppich (i)   | Filippo Baldi           | 6:4, 7:63      |
| 4.  | 17. Februar 2019   | Cherbourg            | Hartplatz (i) | Steve Darcis            | 6:76, 6:3, 6:3 |
| 5.  | 15. September 2019 | Istanbul II          | Hartplatz     | Denis Istomin           | 6:2, 6:2       |
| 6.  | 27. Oktober 2019   | Brest                | Hartplatz (i) | Jewgeni Donskoi         | 6:3, 6:2       |
| 7.  | 18. September 2022 | Rennes               | Hartplatz (i) | Dominic Thiem           | 6:3, 6:0       |
| 8.  | 7. Mai 2023        | Cagliari             | Sand          | Laslo Đere              | 4:6, 7:5, 6:4  |
| 9.  | 20. Mai 2023       | Bordeaux             | Sand          | Tomás Martín Etcheverry | 7:63, 6:4      |

#### Finalteilnahmen
| Nr. | Datum            | Turnier | Belag         | Finalgegner      | Ergebnis       |
| --- | ---------------- | ------- | ------------- | ---------------- | -------------- |
| 1.  | 1. Oktober 2024  | Tokio   | Hartplatz     | Arthur Fils      | 7:5, 6:76, 3:6 |
| 2.  | 3. November 2024 | Paris   | Hartplatz (i) | Alexander Zverev | 2:6, 2:6       |

### Doppel

#### Finalteilnahmen
| Nr. | Datum         | Turnier | Belag | Partner        | Finalgegner                  | Ergebnis         |
| --- | ------------- | ------- | ----- | -------------- | ---------------------------- | ---------------- |
| 1.  | 21. Juli 2024 | Gstaad  | Sand  | Fabrice Martin | Yuki Bhambri Albano Olivetti | 6:3, 3:6, [6:10] |

## Abschneiden bei Grand-Slam-Turnieren

### Einzel
| Turnier         | 2018 | 2019 | 2020 | 2021 | 2022 | 2023 | 2024 | 2025 | Karriere |
| --------------- | ---- | ---- | ---- | ---- | ---- | ---- | ---- | ---- | -------- |
| Australian Open | —    | 1    | 1    | 2    | 1    | 3    | 3    | AF   | AF       |
| French Open     | Q1   | 1    | 1    | 1    | 1    | 2    | 1    | 2    | 2        |
| Wimbledon       | —    | AF   |      | 1    | 3    | 1    | AF   | 1    | AF       |
| US Open         | 2    | 1    | 2    | 1    | 1    | 1    | 2    |      | 2        |

Zeichenerklärung: S = Turniersieg; F, HF, VF, AF = Einzug ins Finale / Halbfinale / Viertelfinale / Achtelfinale; 1, 2, 3 = Ausscheiden in der 1. / 2. / 3. Hauptrunde; Q1, Q2, Q3 = Ausscheiden in der 1. / 2. / 3. Qualifikationsrunde; nicht ausgetragen